# Gus Zernial
Gus Zernial (Beaumont, 27 giugno 1923 – Clovis, 20 gennaio 2011) è stato un giocatore di baseball statunitense.

## Biografia
Nato nello stato del Texas, iniziò la sua carriera partecipando con i Chicago White Sox fu membro della Philadelphia Baseball Hall of Fame.

## Al cinema
Fa una breve apparizione ne Il ritorno del campione (1949) come uno dei giocatori del Chicago White Sox.